# Ever 17: The Out of Infinity
Ever17 : The Out Of Infinity — японский визуальный роман, разработанный и изданный компанией Kindle Imagine Develop (KID). Первоначально игра была выпущена в Японии 29 августа 2002 года для игровых приставок PlayStation 2 и Dreamcast. Версия для Windows с подзаголовком Premium Edition появилась 16 мая 2003 года. В декабре 2005 года компания Hirameki International Group, Inc. выпустила англоязычную PC-версию в США. В 2008 году переиздана в составе сборника Infinity Plus, включающего все новеллы серии. В начале 2009 года портирована на карманную консоль Sony PlayStation Portable.
Ever17 — одна из новелл серии Infinity/Integral, выпускавшихся KID и SDR Project. После банкротства KID все права на серию были проданы Cyberfront Corporation. В серию Infinity/Integral, помимо Ever17, входят Never7: The End Of Infinity, Remember11: The Age Of Infinity, 12Riven: Psi-Climinal Of Integral и Code 18. Несмотря на то, что действие этих новелл происходит в одной вселенной, напрямую они не связаны ни местом, ни временем действия, ни персонажами.

## Сюжет

### Сеттинг и персонажи
Сюжет Ever17 разворачивается в Японии, в подводном парке развлечений «LeMU», расположенном на глубине 51 метр под поверхностью рукотворного острова «Инсель нуль». В результате несчастного случая почти половина LeMU оказывается затоплена, коммуникационные линии и пути наружу перекрыты, а персонажи игры оказываются заперты внутри. Под угрозой разрушения от давления воды, у героев есть всего 119 часов, чтобы найти способ спасения.
Игра предлагает следить за событиями глазами двух персонажей: Такэси Куранари — студента, который приехал в парк с друзьями, но потерял их; и подростка с амнезией, известного остальным персонажам как "Мальчик". Среди других ключевых персонажей — Ю Танака, работающая в LeMU по выходным; Цугуми Комати — девушка, отличающаяся недоверием к окружающим; Сора Аканэгасаки — искусственный интеллект и системный инженер в Отделе Разработки LeMU, видимая другим только через проекцию на сетчатках глаз; Сара Мацунага — студентка второго курса и хакер; и Коко Ягами — маленькая девочка, оказавшаяся в LeMU вместе со своим псом Пипи.

### История
Сюжет игры начинается 1 мая 2017 года в парке развлечений «LeMU». Внезапное отключение электроэнергии нарушает систему связи и приводит к утечке воздуха, что вызывает частичное затопление комплекса и блокирует выходы, заманивая посетителей в ловушку. Давление воды быстро нарастает, угрожая разрушить LeMU через 119 часов. Спасение вплавь невозможно из-за огромного давления, которое раздавит лёгкие любого, кто рискнёт на такой шаг.
Игрок может выбрать одного из двух персонажей: Такэси или Мальчика. При выборе Такэси игрок наблюдает за развитием его отношений с загадочной Цугуми, которая раскрывает ему секрет о вирусе «Cure», остановившем старение её самой и её домашнего хомяка Тями. Такэси вступает с ней в интимную связь, в результате которой Цугуми беременеет. Вскоре выясняется, что одна из девушек — Коко — заражена смертельным вирусом «Tief Blau». Оказывается, LeMU служит прикрытием для секретной исследовательской лаборатории «IBF», принадлежащей компании «Leiblich Pharmaceutical». Утечка Tief Blau из лаборатории и стала причиной аварии.
Герои решают спуститься в IBF в поисках лекарства, но вирус начинает действовать, и все, кроме защищённой Cure Цугуми, проявляют симптомы. После введения себе антител Цугуми герои связываются с поверхностью. Надежда на спасение появляется, когда за ними отправляют спасательную капсулу, но время ожидания ограничено. Цугуми отправляется на поиски Тями, а Такэси идёт за ней, успевая скопировать воспоминания Соры на диск. Вернувшись, герои понимают, что опоздали. Они находят затопленную подводную лодку и решают использовать её. Заряда батареи хватает ненадолго, и Такэси жертвует собой, чтобы спасти Цугуми, обеспечив лодке необходимую плавучесть. Коко, отправившаяся на поиски Пипи, погибает в IBF, так и не дождавшись помощи.
Если игрок выбирает Мальчика, то в ловушке оказывается Сара, а Коко является ему в видениях, оставаясь невидимой для остальных. Герои устанавливают связь с поверхностью и, управляя водонепроницаемыми дверьми, перенаправляют потоки воды, что позволяет им выбраться наружу.
Пройдя игру за обоих персонажей, игрок открывает финальную главу, где выясняется, что события, пережитые Мальчиком, – это постановка, разыгранная в восстановленном LeMU в 2034 году. Ю, чьё полное имя Юбисэйхарукана, одна из выживших в 2017 году, искусственно оплодотворила себя и родила дочь — Юбисэйакикану, которая сыграла роль Ю в постановке. Выясняется, что Пипи, сбежав из LeMU в 2017 году, унёс с собой диск с воспоминаниями Соры и видеозаписью смерти Коко. Сара и Мальчик оказываются детьми Цугуми и Такэси, а настоящее имя Мальчика — Хокуто. Роль Такэси в постановке исполнил Рёго Кабураки, бывший Мальчиком в 2017 и заражённый вирусом «Cure», сохранивший внешность подростка.
Цель этой мистификации — синхронизировать две точки в четвёртом измерении — времени — и привлечь внимание игрока, наблюдающего за событиями Ever17, к 2034 году. Персонажи считают игрока четырёхмерным существом, способным перемещаться во времени, называя его «Бликом Винкелем». Именно его появление стало причиной амнезии Хокуто. Юбисэйхарукана признаётся Блику, что постановка — это план по спасению Такэси и Коко. Винкель отправляется в 2017 год, чтобы заставить Такэси плыть к IBF и ввести Коко антитела Цугуми. Предупредив Юбисэйхарукану о недопустимости одновременного спасения обоих героев, чтобы не спровоцировать временной парадокс, Блик Винкель помещает их в криогенные камеры. В 2034 году Такэси и Коко просыпаются. Сора, получившая роботизированное тело, возвращает свои воспоминания с диска, а Юбисэйхарукана раскрывает правду о Leiblich, виновной во вспышке Tief Blau.

## Геймплей и механика
Как и в других визуальных новеллах, игровой процесс сводится к чтению текста. Текст сопровождается появлением на экране спрайтов персонажей, фоновой музыкой и различными звуковыми эффектами. Практически все реплики в новелле, кроме большей части реплик двух главных героев, озвучены профессиональными японскими сэйю (актёры озвучивания).
Новелла относится к классическому подвиду ADV, с редкими вставками экранов в стиле NVL. Время от времени игроку предоставляется выбор, влияющий на дальнейшее развитие сюжета. В зависимости от сделанных выборов могут становиться доступными дополнительные сцены или различные варианты окончания повествования.
Как упомянуто ранее, в новелле представлено две различные точки зрения на события в комплексе LeMU: от лица Такэси Куранари и от лица безымянного Мальчика. Выбор между протагонистами читатель делает в конце пролога. Несмотря на относительные совпадения происходящего в обеих «точках зрения», возможность взглянуть на события с разных сторон придаёт происходящему новую глубину и порождает дополнительные вопросы.
В новелле присутствуют четыре основных сюжетных ветви и восемь возможных нормальных концовок: хорошие концовки Цугуми и Соры, плохая «общая» концовка Цугуми-Соры, хорошая/плохая концовки Ю и хорошая/плохая концовки Сары, а также эпилоги Ю и Сары, и эпилог Цугуми-Сора. Кроме того, после получения четырёх «хороших» концовок открывается дополнительная, пятая сюжетная ветвь, ведущая к «настоящей» концовке, объединяющей все сюжетные ветви и дающей ответы практически на все вопросы.
Всего насчитывается 11 концовок. Во время последней, «настоящей», новелла автоматически перемещает читателя между ветками Такэси и «Мальчика». Выбор персонажа для прохождения этой концовки большого значения не имеет. Чтобы попасть на «истинную» ветку, нужно не пропустить несколько важных выборов, а дальнейшие действия уже не смогут повлиять на финал.
В Ever17 есть 65 ячеек для хранения закладок. Также имеется 5 «быстрых» ячеек и 5 ячеек для автоматических сохранений. Кроме того, присутствует стандартная для этого жанра функция пропуска уже прочитанного текста (как «классическая» по нажатию и удержанию клавиши Ctrl, так и по функциональной клавише F3).
В отличие от большинства существующих новелл, в Ever17 «вшиты» дополнительные материалы:
- Иллюстрации ко всем сценам новеллы (в качестве обоев для рабочего стола, в трёх различных разрешениях)
- Иллюстрации художников (включая обложки от компакт-дисков с саундтреком и аудиодрамы-сиквела)
- Программы-заставки, состоящие из спрайтов персонажей и сцен из новеллы (14, посвящённых каждому из персонажей в отдельности, и 3 «сборных»)
- Озвучивание от лица персонажей для системных событий (возможно установить в качестве звукового оформления операционной системы)

Помимо дополнительных материалов, в новелле так же доступны:
- Музыкальные композиции (возможно лишь прослушивание через оболочку новеллы)
- Эпизоды (все дни глазами Такэси и «Мальчика» на разных ветках, включая концовки)

## Ремейк для Xbox 360
Версия для игровой приставки Xbox 360 от Microsoft была создана компанией 5pb, уже после банкротства Kindle Imagine Develop и передачи её имущественных прав компании Cyberfront, которая и дала добро на создание ремейка. Эта версия в корне отличается ото всех предыдущих изданий новеллы из-за полностью переписанного сценария за авторством Ситиро Ямады и по сути имеет с ней лишь общих персонажей, часть иллюстраций и место действия. Ниже представлен список наиболее заметных отличий.
- В прологе показывают друзей Такэси — двоих парней, которых представляют зрителю как «Друг А» и «Друг Б» (в оригинале их не показывали вовсе, но по описанию со слов Такэси, их было трое, включая девушку в красивом платье).
- В прологе зрителю больше не предоставляется выбора, и первое прохождение принудительно заблокировано на сюжете Куранари Такэси (в оригинале можно было сразу выбрать сюжетную ветвь «Мальчика»).
- Переработано большинство локаций, и некоторые из них полностью удалены вместе с сопутствующими сценами (например, зал Космического Кита и Дельфинья Карусель).
- Как результат предыдущего пункта, голографический кулон больше не играет в сюжете существенной роли, из-за чего изменениям подверглась предыстория Сары Мацунаги и её брата Хокуто.
- В сюжетной ветви Соры Аканэгасаки были добавлены сцены, характерные для школьной комедии.
- Различные технические терминологии были упрощены, либо полностью выброшены из сценария (например, RSD переименовали в «Систему Миражей»).
- Вместо рисованных спрайтов используются трёхмерные модели персонажей.
- Фоновая музыка подверглась полному ремикшированию, а также добавились шесть усечённых версий тем главных персонажей, сыгранных преимущественно на пианино. Открывающая и закрывающая песни же были заменены на другие.

## Саундтрек
Саундтрек игры был написан композитором Такэси Або.
В данном разделе представлен полный список композиций, звучащих в новелле и её различных версиях. Некоторые из них никогда не издавались на AudioCD.
1. LeMU ~Haruka Naru LEMURIA Tairiku~ (Открывающая тема в исполнении KAORI, существует в двух версиях — полной и укороченной для открывающей заставки)
2. It’s A Fine Day (Открывающая тема в исполнении Asami Imai, только для PlayStation Portable)
3. Insel Null
4. Ersteboden
5. Zweitestock
6. Drittestock
7. Lemurianische Ruine (Тема Танаки «Ю»)
8. Kosmischer Wal (Тема Мацунаги Сары)
9. Qualle (Тема Комати Цугуми)
10. Karussell Delphine (Тема Аканэгасаки Соры)
11. Weißer Hund (Тема Ягами Коко)
12. IBF Notfall
13. Tief Blau
14. Kopfsprung
15. Traum in der Dunkelheit
16. Hologramm
17. Das Absuchen
18. Gedaechtnisschwund
19. Drittes Auge
20. Klamauk
21. Heilmittel
22. Helimittel Reprise (только для PlayStation 2)
23. Wiedergeburt
24. Karma (Тема главного меню, так же звучащая в эмоциональные моменты)
25. Der Mond Das Meer (Инструментальная версия)
26. Der Mond Das Meer (Версия Ягами Коко)
27. Der Mond Das Meer (Версия Мацунаги Сары)
28. Je Nach
29. Je Nach (Another Track v1.0 Remix, только для PlayStation 2)
30. Je Nach (Alternative Version, только для PlayStation 2)
31. Drittes Auge Nehmen
32. Aqua Stripe (Песня, звучащая в эпилоге, в исполнении Hiroko Kasahara)
33. The Azure ~Heki no Kioku~ (Закрывающая песня в исполнении Asami Imai, только для PlayStation Portable)

## Разработчики
- Режиссёр: Такуми Накадзава
- Авторы сценария: Такуми Накадзава, Котаро Утикоси, Китаро Сасанари, Нобуаки Умэда
- Художники: Такаюки Косимидзу, Ю Такигава, Соси Накадзато, Кэйко Нагая, Маюми Окада, Норису, bomi
- Композиторы: Такэси Або, Тосимити Исоэ, Кацуми Ёсихара

## Заметки
1. ↑  倉成 武, Куранари Такэси
2. ↑  少年, сёнэн
3. ↑  田中 優, Танака Ю
4. ↑  小町 つぐみ, Комати Цугуми
5. ↑  茜ヶ崎 空, Аканэгасаки Сора
6. ↑  松永 沙羅, Мацунага Сара
7. ↑  やがみ ここ, Ягами Коко
8. ↑  ゆびせいはるかな, Юбисэйхарукана
9. ↑  ゆびせやきかな, Юбисэйакикана
10. ↑  ホクト, Хокуто
11. ↑  鏑木亮吾, Кабураки Рёго